# Kim-Patrick Sabla-Dimitrov
Kim-Patrick Sabla-Dimitrov (* 1977 in Herdecke) ist ein deutscher Sozialpädagoge und Erziehungswissenschaftler. Seit dem 1. April 2024 ist er Rektor der Pädagogischen Hochschule Schwäbisch Gmünd.

## Leben
Er absolvierte den Diplomstudiengang Sozialpädagogik/Sozialarbeit an der Universität Kassel (Abschluss: Diplom-Sozialpädagoge), den Magisterstudiengang Soziologie, Erziehungswissenschaften und Psychologie (Universität Kassel) und den Diplomstudiengang Erziehungswissenschaft an der TU Dresden (Abschluss: Diplom-Pädagoge).
Nach der Promotion 2008 zum Dr. phil. an der TU Dortmund war er von 2010 bis 2015 Juniorprofessor für Soziale Arbeit mit Schwerpunkt Gender an der Universität Vechta (2014 positive Zwischenevaluation der Juniorprofessur).
Von 2015 bis April 2024 war er Universitätsprofessor für Sozialpädagogische Familienwissenschaften, Stiftungsprofessur der Welker Stiftung, an der Universität Vechta und von 2019 bis 2024 Vizepräsident für Lehre und Studium. Im November 2023 wurde er zum Rektor der Pädagogischen Hochschule Schwäbisch Gmünd gewählt. Er übernahm die Leitung von Claudia Vorst.
Seine Forschungsschwerpunkte sind sozialpädagogische Familienforschung, Geschlechterverhältnisse in der Sozialen Arbeit und sozialpädagogische Theorieentwicklung und Professionalisierung.

## Schriften (Auswahl)
- Vaterschaft und Erziehungshilfen. Lebensweltliche Perspektiven und Aspekte einer gelingenden Kooperation. Weinheim 2009, ISBN 978-3-7799-1799-1.
- mit Uwe Uhlendorff und Matthias Euteneuer: Soziale Arbeit mit Familien. Mit 3 Tabellen. München 2013, ISBN 3-8252-3913-6.
- Forschendes Lernen in der Praxis der sozialen Arbeit. München 2017, ISBN 3-8252-4847-X.